# Toco y me voy
«Toco y me voy» es una canción del grupo de rock argentino Bersuit Vergarabat, perteneciente al quinto álbum de la banda, Hijos del culo. Fue escrita por el tecladista Juan Subirá, y la música fue compuesta por Pepe Céspedes, bajista de la banda.

## Historia
El título de la canción hace referencia a la frase homónima popularizada por el futbolista argentino Luis Pentrelli, quien en una entrevista le habían preguntado acerca de su estilo de juego, a lo que él respondió «Toco y me voy», haciendo referencia a su preferencia por un estilo donde se evitara el excesivo traslado del balón, priorizando el juego colectivo rápido.
La canción fue dedicada al exfutbolista Ricardo Bochini, amigo del vocalista de Bersuit, Gustavo Cordera. «Toco y me voy» es una oda al fútbol y la pasión que transmite dicho deporte con el mensaje que es más que un juego, sino una forma de vida. La letra resalta la «belleza» del fútbol y un llamado a inmortalizarlo, donde el protagonista describe que todo sueño se puede hacer realidad con mucho esfuerzo, incluso si se lo impiden, seguirá adelante hasta conseguirlo, además de la irrelevancia del color de la camiseta.

## Otras versiones
En 2023, el cantante argentino Luck Ra y el grupo La T y la M realizaron una versión cumbia de «Toco y me voy» con la colaboración de Bersuit Vergarabat, la cual fue lanzada los días previos al primer aniversario de la obtención del tercer título del seleccionado argentino en la Copa Mundial de Fútbol de 2022.